# Nuestro Pequeño Mundo
Nuestro Pequeño Mundo fue un grupo musical de España encuadrado dentro del folk.

## Historia
Con ocho componentes, en 1968 comenzó la historia de Nuestro Pequeño Mundo, formación por la que pasaron unas dieciocho personas y en la que pueden distinguirse dos etapas: una primera dedicada al folklore internacional y una segunda en la que su música estaba más relacionada con las raíces españolas y tradicionales.
Su primer éxito fue una versión de "Oh, Sinner Man", que ya era popular en España gracias a Nina & Frederik. Fue lanzado como sencillo y más tarde formó parte de su primer LP, El folklore de nuestro mundo.
Dirigidos artísticamente por Carlos Guitart y supervisados musicalmente por Joaquín Díaz, los miembros de Nuestro Pequeño Mundo en sus tres primeros trabajos fueron Pilar Alonso "Pat", Laura Muñoz, Ignacio Sáenz de Tejada, Juan Alberto Arteche, Juan Ignacio Cuadrado, Chema Martínez, Jaime Ramiro y Gabriel Arteche.
Además de los discos de larga duración, el grupo publicó a lo largo de su vida profesional numerosos sencillos. En el disco Te añoro (1980), con diez personas en la formación,se produjo una evolución en el sonido del grupo, dando más importancia a la parte instrumental. De este disco sobresalió una versión de "El Rabel". Su último álbum, Buscando a Moby Dick, llegó  en 1982, con Olga Román como voz femenina y Cuco Pérez como acordeonista, y fue conocido por el título de su primer corte, "¿Dónde vas, campurrianuca?".
El 12 de octubre de 1983 realizaron el que sería su concierto de despedida, un histórico momento retransmitido por Radio 3 para todo el país, desde el salón de actos del Colegio Mayor Pio XII de la Universidad Complutense de Madrid.

## Discografía
- El folklore de Nuestro Pequeño Mundo (Movieplay, 1968).
- Buenas noticias de Nuestro Pequeño Mundo (Movieplay, 1969).
- Uno por uno (Movieplay, 1970).
- Al amanecer (Movieplay, 1973).
- Cantar de la tierra mía (Movieplay, 1975).
- Te añoro (RCA, 1980).
- Buscando a Moby Dick (RCA, 1982).